# Heinrich Class
Heinrich Class, född 29 februari 1868 i Alzey, död 15 april 1953 i Jena, var en tysk politiker.

## Biografi
Class studerade juridik vid Humboldtuniversitetet i Berlin, Freiburgs universitet och Giessens universitet fram till 1891. År 1894 bosatte han sig i Mainz som advokat. År 1897 blev han medlem av Alldeutscher Verband. Åren 1908–1939 var han ordförande för organisationen. Han gjorde sig känd för imperialism, pangermanism och antisemitism.
Han var inbiten militarist, ty efter Agadirkrisen 1911 var han med om att grunda Deutscher Wehrverein, som ville se en militär upprustning av Tyskland. År 1917 grundade han Deutsche Vaterlandspartei tillsammans med Alfred von Tirpitz och Wolfgang Kapp.
Class stödde Adolf Hitlers kupp 1923. Åren 1933–1939 var han medlem i Nationalsocialistiska tyska arbetarepartiet (NSDAP). 